# José Angelo Gomes Ribeiro
José Ângelo Gomes Ribeiro (Rio de Janeiro, 5 de junho de 1901  — Guarujá, 24 de setembro de 1932) foi um aviador e militar brasileiro.

## Biografia
José Ângelo Gomes Ribeiro nasceu em 5 de Junho de 1901, Rio de Janeiro, filho do general João Gomes Ribeiro Filho e de Maria Eulália Gomes Ribeiro. Tinha como irmãos Maria Flora Lessa, o major Annibal Gomes Ribeiro e do cadete de Aviação Attila Gomes Ribeiro. Era casado com Stella de Azevedo Gomes Ribeiro, com quem teve um filho, Carlos Roberto, nascido em 1932.
Ingressou na Escola Militar em 1919. Ainda acadêmico, manifestou-se contra a revolta de tenentes ocorrida em 1922. Em 1925, é promovido a 1° tenente de artilharia, e nesse posto combateu a denominada “Coluna da Morte”, comandada pelo tenente Cabanas, em Formigas, no Estado do Paraná. Porém, anos mais tarde se transfere para a Aviação Militar do Exército.
Foi contrário a Revolução de 1930, que culminou no golpe de estado que apeou do poder o Presidente da República Washington Luis. Na ocasião, José Angelo, já piloto, realizou um rasante sobre o quartel do 12° Regimento de Infantaria, em Belo Horizonte, para intimidar os revolucionários que sitiavam o quartel. Porém, após  aterrar  o aparelho foi preso pelo então tenente Adherbal de Oliveira, que em 1932 também integrou o Exército Constitucionalista como aviador.

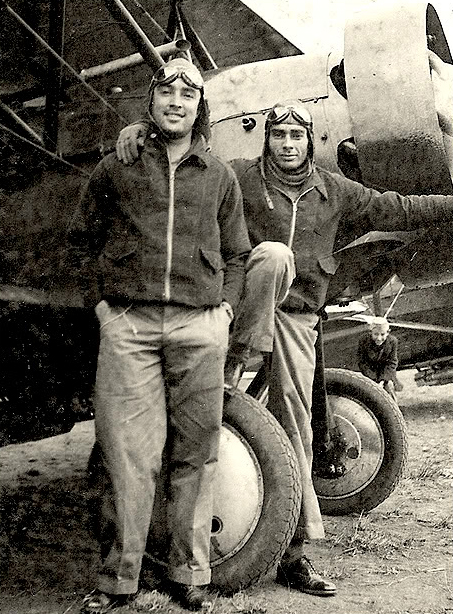
Mário Machado Bittencourt e José Ângelo no Campo de Marte em 1932.

Em 9 de julho de 1932, com a deflagração da Revolução Constitucionalista, foi  interrompidas todas as comunicações entre São Paulo e o Rio de Janeiro. José Angelo Gomes Ribeiro, então 1° tenente aviador e instrutor da Escola  de Aviação e oficial de largo tirocínio na sua arma, decidiu aderir a causa. Na ocasião, já era tido como suspeito e, assim, era vigiado pelo comando. Porém, de forma clandestina e por meio de um barco, juntamente com o Cel. Basílio Taborda, 1º tenente Orsini de Araujo Coriolano e o advogado Mário Machado Bittencourt, conseguiu evacuar-se para São Paulo para juntar-se ao nascente grupo de aviação do Exército Constitucionalista sediado no aeródromo Campo de Marte.
Ainda em julho de 1932, integrou ao 1° Grupo de Aviação Constitucionalista 'Gaviões de Penacho' do Exército Constitucionalista do Setor Sul, lá esteve engajado em missões de reconhecimento, propaganda da causa dos rebeldes, além de bombardeios e combates aéreos.
Segundo o Dicionário das batalhas brasileiras, de Hernâni Donato, o aviador participou de um combate aéreo nos céus de Capão Bonito, que ocorreu entre 2 aviões do Exercito Constitucionalista contra 3 aviões do Exercito federal, 1 Potez e 2 Waco. José Ângelo pilotava um velho Potez-Toe 212 que tinha como observador Mário Machado Bittencourt e no outro avião estava o líder da missão, o então major-aviador Lysias Augusto Rodrigues. Segundo o Boletim nº 53 do Comando Sul do Exército Constitucionalista, os pilotos paulista tiveram atuação notável ao abater um avião governista que já em chamas no ar veio a se esfacelar na cidade de Buri. Após isso, já sem munição, o avião de José Ângelo tentou chocar-se contra um dos outros contendores do governo federal. Por conta dessa atuação, Gomes Ribeiro e Mario Bittencourt foram promovidos.
Em 24 de setembro, ele e seu colega, o observador Mário Machado Bittencourt, tiveram ordem para junto com sua esquadrilha bombardear a esquadra da Marinha que bloqueava o Porto de Santos. Levantaram voo por volta do meio dia, em missão liderada pelo major-aviador Lysias Augusto Rodrigues. O local era no litoral do Guarujá, cerca de 2,5km da costa e sobre o canal da Ilha da Moela. A missão visava a liberar o porto, para que fosse possível a entrada de munições, armas e demais equipamentos trazidos pelo navio Ruth para o Exército constitucionalista. O objetivo principal era o cruzador Rio Grande do Sul e contra ele se precipitaram aquela esquadrilha. Após algumas tentativas frustradas de bombardeio, o avião em que pilotava durante um mergulho no ar entrou em chamas e se esfacelou no mar, ao lado daquela ilha. O seu corpo e o do seu companheiro jamais foram recuperados.
O falecimento dos dois aviadores fez o Comandante Geral da Aviação Constitucionalista, o então major-aviador Ivo Borges, redigir o seguinte comunicado ao então governador de São Paulo, Pedro de Toledo:
| “ | Queria acceitar e transmittir aos seus denodados companheiros de aviação constitucionalista a expressão do mais sentimento de pesar pelo trágico desapparecimento de José Angelo Gomes Ribeiro e Mario Machado Bittencourt, gloriosos defensores da civilização brasileira a cuja grande causa prestaram o inexcedivel concurso das suas azas immortaes, em exemplos de fulgurante civismo. Em meu nome pessoal e do governo do Estado de S. Paulo lamento a irreparavel perda, que enriquece o thesouro dos nossos sacrificios como tambem augmenta a divida de gratidão da patria para com aquelles que tão heroicamente e defendem, no campo da honra (a) Pedro de Toledo, governador do Estado.. | ” |

O governador então redigiu o seguinte telegramas de condolências ao Gen. Bertoldo Klinger, Comandante Geral do Exército Constitucionalista, e a Gen. João Gomes Ribeiro Filho, pai de José Ângelo:
| “ | General Bertoldo Klinger chefe das Forças Constitucionalistas - Envio a v. exa., em meu nome e do governo do Estado de São Paulo, a expressão do mais profundo pesar pelo tragico desapparecimento dos gloriosos aviadores José Antonio Gomes Ribeiro e Mario Machado Bittencourt, exemplos admiraveis de devotamento á causa nacional da Constituição (a) Pedro de Toledo, governador do Estado. | ” |

| “ | Ao exmo. Sr. general João Gomes Ribeiro Filho - Rio de Janeiro - Em nome do governo e do povo do Estado de S. Paulo, assim como em nosso nome pessoal, vimos apresentar a V. exa. e exma. Familia, a expressão commovida do nosso profundissimo pesar pela perda do vosso inolvidavel filho - heroico aviador José Angelo Gomes Ribeiro. S. Paulo, enlutado, pranteia e jamais esquecerá o grande soldado succumbido no campo da honra, para maior gloria da patria estremecida. Pedro de Toledo (governador do Estado de S. Paulo). | ” |

Durante inauguração de monumento em homenagem aos pilotos, realizada em Guarujá, em 1957, um morador das imediações, Atílio Gelsomini, entregou uma luva ao filho de José Ângelo, o também tenente-aviador Carlos Roberto Gomes Ribeiro, que estava presente no ato. O objeto foi recolhido na praia por Atílio após o desastre e guardou consigo por 25 anos, que foi imediatamente reconhecido por Carlos Roberto e ex-combatentes.
Na década de 1980, o mergulhador Gilmar Domingos de Oliveira realizou pesquisa no local em que possivelmente estariam os destroços e restos mortais na tentativa de recuperá-los, porém, não obteve sucesso em suas buscas.

## Homenagens
Em julho de 2017, a sucursal da Sociedade Veteranos de 32 MMDC de Itapetininga, a Prefeitura do município e a Polícia Militar do Estado de São Paulo, inauguraram o monumento Gaviões de Penacho em local que durante a Revolução de 1932 foi a pista de pouso da esquadrilha de aeronaves constitucionalistas, da qual pertenceu o José Angelo Gomes Ribeiro, cujo nome está incluso em uma placa de aço junto ao monumento, ao lado de outros nomes de aviadores daquele conflito.
Em Guarujá, na praia das pitangueiras, ao lado do Grande Hotel de La Plage e em frente a Ilha da Moela, local do fatídica queda da aeronave, há um monumento em sua memória de José Ângelo e de Mário Machado Bittencourt inaugurado em 1957 pela Sociedade de Veteranos de 1932 MMDC, que custeou e ergueu o monumento. Anualmente, em 24 de setembro, eram prestadas homenagens aos aviadores em belíssimas cerimônias que contavam com a participação de civis e militares, incluindo familiares dos dois aviadores.